# Aspidites ramsayi
Il pitone di ramsay (Aspidites ramsayi), noto anche come woma o pitone delle sabbie, è un rettile appartenente alla famiglia dei pitoni originario dell'Australia. Attualmente questa specie è considerata in pericolo di estinzione.